# 微观小世界：失落的蚂蚁谷
《微观小世界：失落的蚂蚁谷》（英語：Minuscule: Valley of the Lost Ants）是法国电视动画《微观小世界》的电影版。本片获得第40届凯萨奖最佳长篇动画奖。
2019年1月30日，續作《小甲蟲歷險記》在法國先行上映。

## 译名
该系列的电视版在中国译为《微观小世界》，与法语相近。在中国，皮克斯作品往往被冠以“总动员”的译名。引进方为了商业化的考量而给该片冠以“总动员”之名。